# عنف سياسي

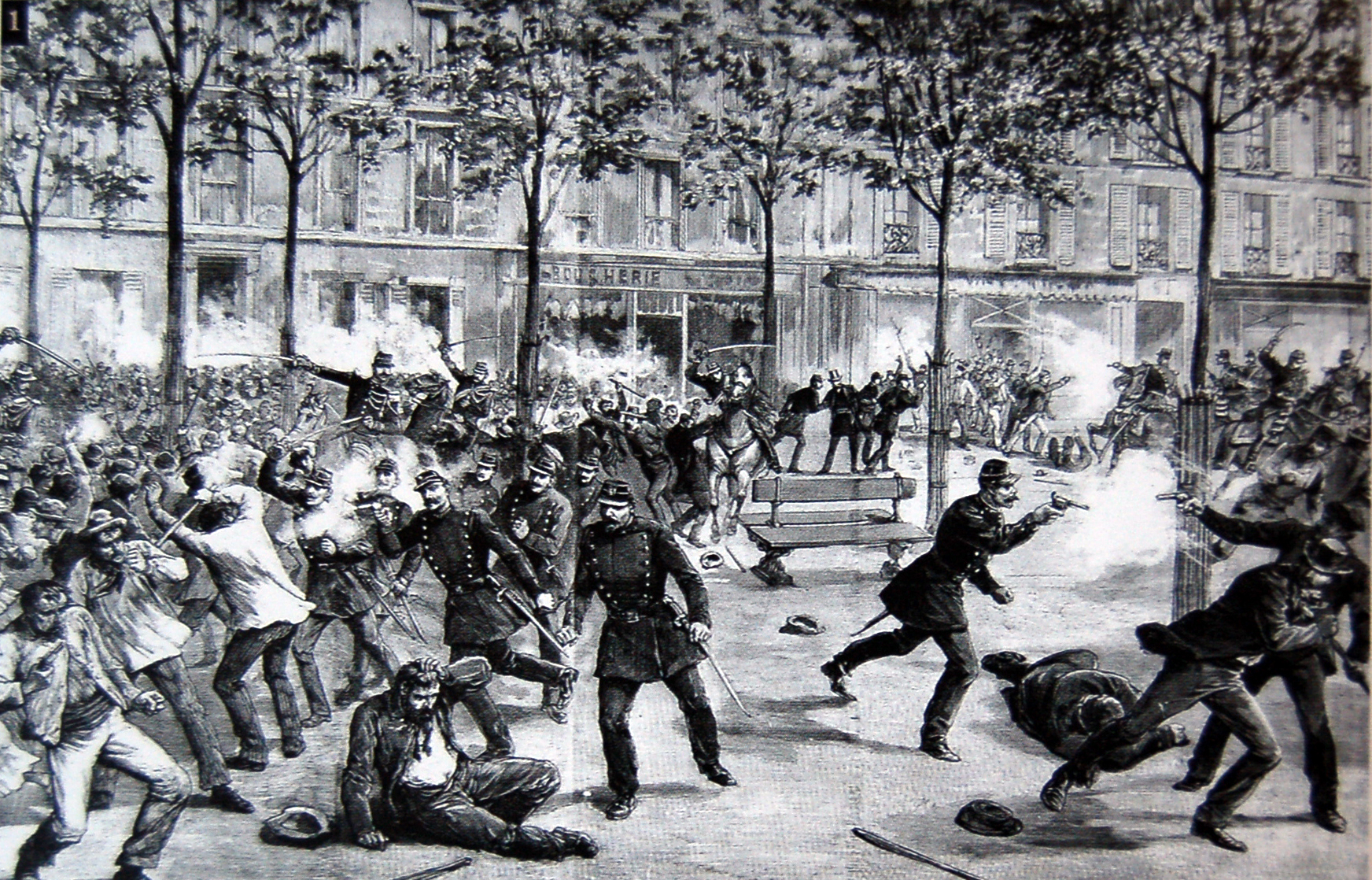

العنف السياسي هو العنف الذي يُرتكب بغية تحقيق أهداف سياسية. يمكنه أن يشمل العنف الذي تقترفه دولة ضد دولة أخرى (الحرب) أو يمكنه وصف العنف الذي يُقترف ضد الجهات الفاعلة غير الحكومية (وأبرزه وحشية الشرطة أو الإبادة الجماعية). يمكنه كذلك وصف العنف المحفز سياسيًا الذي تقترفه الجهات الفاعلة غير الحكومية ضد دولة (تمرد، أو شغب، أو خيانة الوطن، أو انقلاب) أو العنف الذي يُرتكب ضد جهات فاعلة غير حكومية أخرى. يمكن أن يُصنف عدم اتخاذ أي إجراء من طرف الحكومة على أنه شكل من أشكال العنف السياسي، مثل رفض تخفيف المجاعة أو بطريقة أخرى منع الموارد عن المجموعات التي يمكن تمييزها سياسيًا ضمن أراضيها.
نتيجة لغياب توازن القوى بين الدولة والجهات الفاعلة غير الحكومية، غالبًا ما يأخذ العنف السياسي شكل الحرب غير المتكافئة حيث لا يمكن لأي طرف أن يهاجم الآخرَ مباشرةً، بل يعتمد بدلًا عن ذلك على وسائل مثل الإرهاب وحرب العصابات. يمكن أن يشمل في الغالب الهجمات على أهداف مدنية أو غير مقاتلة. قد يُستهدف الناس بصورة شمولية بناء على معرفة أنهم جزء من مجموعة إثنية أو دينية أو سياسية، أو قد يجري استهداف انتقائي لأفراد بسبب أفعال نُظر إليها على أنها تتحدى شخصًا ما أو تساند خصمًا.
يعتقد الكثير من المجموعات والأفراد أن أنظمتهم السياسية لن تستجيب لمطالبهم أبدًا ويعتقدون بالتالي أن العنف ليس مبررًا وحسب بل ضروريًا لتحصيل الأهداف السياسية. وبصورة مشابهة، تعتقد الكثير من الحكومات حول العالم بأنها محتاجة إلى استخدام العنف لترهيب جماهيرها لتخضع. في أوقات أخرى، تستخدم الحكومات القوة للدفاع عن بلدانها ضد الغزو الخارجي أو غيره من تهديدات استخدام القوة وهيمنة الحكومات الأخرى أو غزو الأراضي.

## أنواعه
يختلف العنف السياسي كثير الاختلاف في هيئته وشدته وتطبيقه. في العلوم السياسية، يقوم أحد أطر العمل المنظِمة الشائعة على اعتبار أنواع العنف التي تستخدمها الجهات الفاعلة ذات الصلة: العنف بين الجهات الفاعلة غير الحكومية، والعنف أحادي الجانب الذي تقترفه جهة فاعلة حكومية بحق مدنيين، والعنف بين الدول.

### العنف بين الجهات الفاعلة غير الحكومية
الاقتتال بين الجهات الفاعلة غير الحكومية من دون أن تلعب قوى أمن الدولة دورًا مباشرًا في النزاع.

#### النزاعات الإثنية
يُخاض النزاع الإثني بين المجموعات الإثنية. في حين قد تحظى مجموعة إثنية معينة بمساندة الدولة (سواء أكانت رسمية أم غير رسمية) في بعض الأوقات (أو بالعكس، قد تكون مجموعة إثنية معينة مستهدفة من طرف الدولة)، يمكن أن تقوم النزاعات الإثنية أيضًا بين مجموعتين من دون التدخل المباشر للدولة، أو بصرف النظر عن محاولات الدولة للتوسط بين المجموعتين.

### العنف أحادي الجانب من طرف جهات فاعلة غير حكومية

#### الإرهاب
يمكن للإرهاب أن يكون موجهًا من قبل الجهات الفاعلة غير الحكومية ضد أهداف سياسية غير الدولة (مثل هجمات الطعن على موكب فخر المثليين في القدس، والهجوم على صحيفة تشارلي إبدو). لأن الإرهاب وسيلة غالبًا ما يستخدمها الطرف الأضعف في النزاع، قد تُعتبر أيضًا في خامة العنف بين الدولة وجهة فاعلة غير حكومية.
في حين يُفتقد وجود تعريف متماسك للإرهاب، فإن وزارة الدفاع الأمريكية تُعرف الإرهاب على أنه: «الاستخدام المتعمد للعنف غير القانوني أو التهديد بالعنف غير القانوني لزرع الخوف، بهدف إكراه الحكومات أو المجتمعات أو ترهيبها سعيًا لتحقيق أهداف تكون عمومًا سياسية أو دينية أو أيديولوجية». ما يُعتبر وما لا يُعتبر إرهابًا هو بذاته مسألة سياسية مثيرة للجدل، إذ غالبًا ما استخدمت الدول وسم الإرهاب لتُشيطن أعمال أعدائها حصريًا في حين تعتّم على العنف «القانوني» الذي تديره الدولة (مثل المشاكل في أيرلندا، والتمرد الشيوعي في الفلبين، والحرب على غزة في عام 2014).

### العنف أحادي الجانب من طرف الدولة
يعتبر استخدام القوة من قبل مجموعة مسلحة منظمة، سواء أكانت حكومة أم مجموعة غير حكومية، الذي يسفر عن وفيات في صفوف المدنية أحادي الجانب. وفقًا لمشروع تقرير الأمن البشري، تُسجل حملة عنف أحادي الجانب حينما يسفر أي عنف ضد مدنيين ارتكبته مجموعة واحدة عن خمسٍ وعشرين وفية على الأقل في سنة ميلادية.

#### الإبادة الجماعية
الإبادة الجماعية شكل من أشكال العنف السياسي. تُعرّف الإبادة الجماعية عمومًا على أنها: «الإفناء المتعمّد والممنهج، سواء كليًا أم جزئيًا، لمجموعة إثنية أو عرقية أو دينية أو وطنية»، رغم أن ما يشكّل «جزءًا» كافيًا ليُعتبر إبادة جماعية قد خضع للكثير من الجدال بين الباحثين القانونيين. عادةً ما تُطبق الإبادة الجماعية بدعم علني أو سري من حكومات الدول التي تحدث نشاطات الإبادة فيها. الهولوكوست هو المثال التاريخي الأكثر استشهادًا به عن الإبادة الجماعية.

#### التعذيب
التعذيب هو فعل إنزال ألمٍ شديد (سواء أكان جسديًا أم نفسيًا) باعتباره وسيلة للعقاب أو الانتقام أو استخراج المعلومات أو الاعتراف بالإكراه، أو فعلَ وحشيةٍ ببساطة. التعذيب محظور في القانون الدولي وفي القوانين المحلية لمعظم البلدان في القرن الحادي والعشرين. يُعتبر انتهاكًا لحقوق الإنسان وأُعلن أنه غير مقبول في الفقرة الخامسة من الإعلان العالمي لحقوق الإنسان. وافق الموقّعون على اتفاقية جنيف الثالثة واتفاقية جنيف الرابعة رسميًا على ألّا يعذبوا السجناء في النزاعات المسلحة. نشأ الحظر القانوني الوطني والدولي للتعذيب من إجماع على أن التعذيب وسوء المعاملة المشابه له لا أخلاقي، فضلًا عن كونها غير عملية. على الرغم من الاتفاقيات الدولية، تستمر قضايا تعذيب بالظهور مثل فضيحة إساءة معاملة السجناء والتعذيب في سجن أبو غريب في عام 2004 التي ارتكبها أفراد الشرطة العسكرية للجيش الأمريكي. ترصد منظمات مثل منظمة العفو الدولية ومجلس إعادة التأهيل الدولي لضحايا التعذيب تجاوزات حقوق الإنسان وتُبلغ عن انتهاكات واسعة النطاق من حالات تعذيب بشري ترتكبها دول في العديد من مناطق العالم. تقدر منظمة العفو الدولية أن ما لا يقل عن 81 حكومة عالمية تمارس التعذيب، وبعضها يمارسه علنًا.

## مفهوم المصطلح
يُعرف مصطلح العُنف (Violence) في اللغة الـعربية بمعنى الخرق بالأمر وقلة الرفق به، وهو العنيف إذا لم يكن رفيقاً في أمره، وعُنف به، وعليه عُنفاً أخذه بشدة وقسوة، فهو عنيف، وطريق معتنف، غير قاصد، وقد اعتُنف اعتنافاً إذا جار ولم يقصد. والتعنيف هو التعبير واللوم والتوبيخ والتقريع. وهكذا تُشير كلمة عُنف في اللغة العربية إلى كل سلوك يتضمن معاني الشدة والقسوة والتوبيخ واللوم والتقريع. وعلى هذا الأساس فإن العُنف قد يكون على مستوى السلوك (الفعل)، أو مستوى القول (اللفظ).
أما في اللغة الإنجليزية، فإن الأصل اللاتيني لكلمة (Violence) هو (Violentia)، ومعناها الاستخدام غير المشروع للقوة المادية لإلحاق الأذى بالأشخاص والإضرار بالممتلكات. ويتضمن ذلك معاني العقاب والاغتصاب والتدخل في حريات الآخرين. وهكذا يمكن القول إن الدلالة اللغوية لكلمة «العُنف» في اللغة الـعربية، أوسع في دلالتها من الإنجليزية؛ ففي الأولى يشمل العنف، إلى جانب استخدام القوة المادية أموراً أخرى لا تتضمن استخداماً فعلياً للقوة. أما في الثانية، فالعُنف يقتصر على الاستخدام الفعلي للقوة المادية فقط.
لذا فقد عرَّفت ساندرا بول العنف بصورة شاملة بوصفه «الاستخدام غير الشرعي للقوة، أو التهديد باستخدامها لإلحاق الأذى والضرر بالآخرين».
وفي هذا الصدد يقدم روبرت ماكافي براون تعريفاً مطولاً للعنف، بوصفه انتهاكاً للشخصية. بمعنى أنه تعد على الآخر، أو إنكاره، أو تجاهله مادياً، أو غير ذلك. أي أن مخاطبة الشخصية تعني إعطاء وصف شامل للعنف بأنه أكثر من الجسد والروح وحدهما؛ إنه يقر بأن الأعمال التي تسلب الشخصية هي أعمال عنف؛ فأي سلوك شخصي ومؤسساتي يتسم بطابع تدميري مادي واضح ضد آخر، يُعد عملاً عنيفاً؛ فهناك العنف الشخصي الخفي، الذي يؤذي الآخر نفسياً، وهناك العنف المؤسساتي الخفي، حيث تنتهك البُنى الاجتماعية هوية مجموعات الأشخاص، كما يحدث في المناطق العشوائية. كما وسع براون العنف، الذي ينبع من الفرد (الجسد والروح) إلى العنف الناتج عن علاقة مؤذية وضارة (الظلم) بين الأشخاص.

## أنواع العنف السياسي
تتعدد القوى التي تمارس العنف السياسي، كما تتباين، بالطبع، الأهداف السياسية، التي تسعى إلى تحقيقها على النحو التالي:
- العنف الموجه من النظام إلى المواطنين، أو إلى جماعات وعناصر معينة منهم، وذلك لضمان استمرار النظام، وتقليص دور القوى المعارضة أو المناوئة له. ويمارس النظام العنف من خلال أجهزته الرسمية كالجيش، والشرطة، والمخابرات، والقوانين الاستثنائية... إلخ. ويُعرف العنف في هذه الحالة باسم «العنف الرسمي أو الحكومي».
- العنف الموجه من المواطنين، أو فئات اجتماعية معينة ـ كالعمال، والطلبة، والفلاحين، والأقليات، والأحزاب، والتنظيمات السياسية، إلى النظام أو بعض رموزه. ويتخذ العنف في هذه الحالة شكل التظاهرات، والاضرابات، والاغتيالات، والانقلابات... إلخ. ويُعرف العنف في هذه الحالة بالعنف الشعبي، أو العنف غير الرسمي.
- العنف الموجه من بعض عناصر النخبة الحاكمة، إلى بعض عناصرها الأخرى. ويدخل هذا العنف في إطار الصراعات داخل النخبة، ويتخذ عدة أشكال، منها: التصفيات الجسدية، والاعتقالات، وانقلابات القصر. وقد يصل الأمر إلى حد الصدامات المسلحة بين العناصر والقوى الموالية للأجنحة المتصارعة، داخل النخبة الحاكمة. وقد يوظف الجيش، أو الشرطة، وبعض القوى المدنية، في هذه الصراعات.
- العنف الموجه من بعض القوى أو الجماعات، ضد جماعات أخرى داخل المجتمع، نتيجة أسباب سياسية أو اقتصادية أو اجتماعية أو دينية. وقد يتدخل النظام لتصفية مثل هذه الصراعات، أو ليلقي بثقله إلى جانب أحد أطرافها. ويطلق على هذه الحالة اسم «العنف السياسي المجتمعي».

## الأهداف السياسية
الأهداف السياسية، التي تسعى القوى التي تمارس العنف السياسي إلى تحقيقها، تختلف طبقاً لطبيعة تلك القوى وحدود قوتها، وموقعها من السلطة السياسية، وطبيعة أيديولوجياتها. ويمكن تصنيف هذه الأهداف طبقاً للمعايير التالية:

### معيار الموقف تجاه الوضع القائم
ولمعيار الوضع القائم اتجاهان:
- إذا فشل النظام السياسي القائم في تحقيق استيعاب القوى الجديدة، الراغبة في المشاركة في السلطة والحصول على نصيب أكبر من الثروة والنفوذ؛ فيلجأ إلى استخدام القوة لضرب القوى، التي تمثل تحدياً له وتحجيمها.
- أما الاتجاه الآخر، فيتمثل في إذا شعرت القوى أن النظام السياسي لا يعبر عن قيمها ومصالحها، ولا يسعى إلى تحقيق أهدافها، فإنها قد تسعى إلى تغييره بالقوة. وقد يكون التغيير جزئياً، أي تغيير بعض السياسيات أو القرارات أو الأشخاص، أو كلياً بمعنى تغيير النظام برمته (النخبة والمؤسسات والتوجهات والسياسات) وباستبداله نظاماً آخر، أي هدم للنظام الذي ثار الناس ضده، وبناء آخر يحل محله.

### معيار الشرعية(بالإنجليزية:Legitimacy)
يرى بعض الدارسين أن العنف عمل غير شرعي، يمثل اختراقاً للحدود المقبولة؛ لاستعمال القوة في العلاقات الاجتماعية. ولذلك فهو ظاهرة سيئة وغير مرغوب فيها، ومن ثم فأهدافه تكون غير شرعية، أي لا يقرها الوعي الجماعي؛ بينما يرى آخرون أن العنف وسيلة شرعية لتحقيق أهداف شرعية. فقد لا يوجد طريق سوى العنف للتخلص من أوضاع ظالمة وبائدة ومختلة.

### معيار نوع الهدف وطبيعته
تكون أهداف العنف، عادة، مرتبطة بالسعي إلى السيطرة على السلطة، أو تغيير بعض سياسات النظام، أو إزاحة بعض الشخصيات من النخبة الحاكمة، أو المشاركة بشكل أكبر في عملية صنع القرار. وقد يكون العنف من جانب النظام للتخلص من القوى المعارضة له. كما قد يكون للعنف أهداف اقتصادية واجتماعية، كالمطالبة بإحداث تغييرات تتعلق بأسس توزيع الثروة والدخل في المجتمع، والاستفادة من الخدمات الأساسية، وضمان حقوق المواطنين الاقتصادية والاجتماعية.

### معيار المشروعية(بالإنجليزية:Legality)
ويعني اتفاق الممارسات السياسية مع الإطار الدستوري/ القانوني، السائد في المجتمع؛ فالفعل يصبح مشروعاً عندما يستند إلى نص دستوري أو قانوني، ويصبح غير شرعي عندما لا يكون كذلك. ومن ثم يرى بعضهم أن العنف وسيلة لتحقيق أهداف مشروعة، أي يقرها القانون. ويركز المساندون للنظام، عادة، على فكرة المشروعية لتبرير ممارسات النظام. ويرى آخرون أن لجوء النظام لاستخدام العنف على نطاق واسع، أمر غير شرعي؛ أي لا يقبله الرأي العام. ومن ثم فإن القوانين التي تضفي على ممارسات النظام العنيفة صبغة المشروعية، تعدهن كذلك غير شرعية، خاصة إذا كانت صادرة طبقاً لإرادة الحاكم، ولا تعبر عن إرادة المحكومين.
وعلى هذا، فالعنف السياسي يتضمن كافة الممارسات، التي تتضمن استخداماً فعلياً للقوة، أو تهديداً باستخدامها، لتحقيق أهداف سياسية تتعلق بشكل نظام الحكم وتوجهاته الأيديولوجية، أو سياساته الاقتصادية والاجتماعية. قد يكون العنف منظماً، أو غير منظم، وقد يكون فردياً أو جماعياً، علنياً أو سرياً، وقد يكون مستمراً لفترات طويلة، أو سريعاً ومؤقتاً.